# Многодорожечная запись

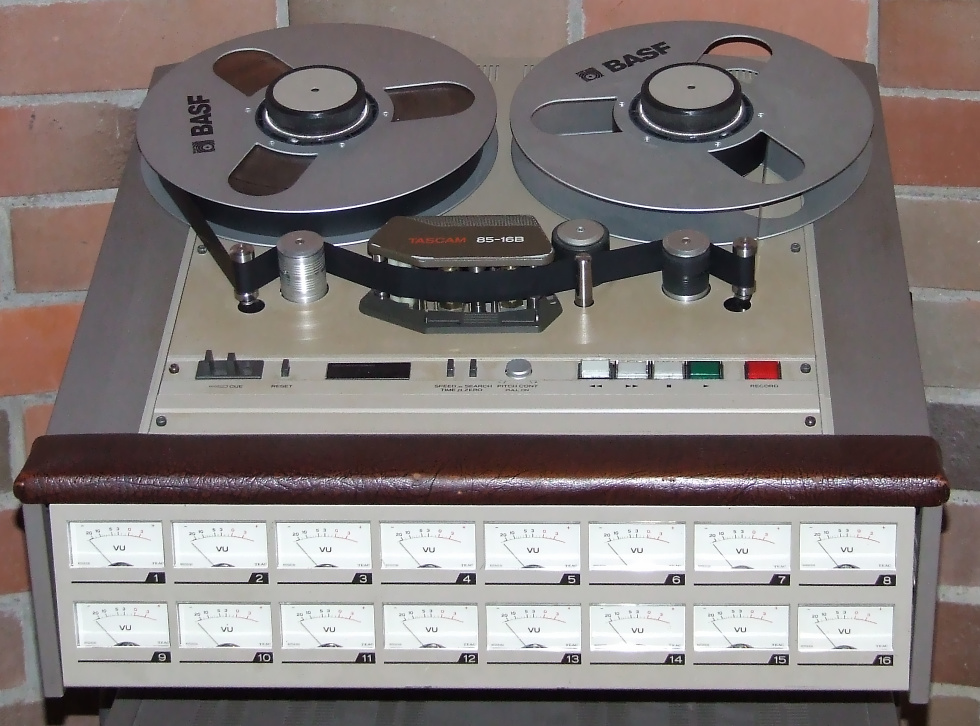
Аналоговый многодорожечный магнитофон TASCAM 85 16B способен записывать 16 аудиодорожек на 1-дюймовой (2,54 см) ленте

Многодорожечная запись (также многоканальная запись) — способ записи звука, который позволяет производить одновременную или последовательную запись большого числа звуковых источников на отдельные звуковые дорожки для создания общей звуковой картины.

## Особенности
Многодорожечная запись осуществляется при помощи:
- аналоговых и цифровых многодорожечных магнитофонов;
- аппаратно-программных комплексов с применением аудиоредакторов;
- цифровых звуковых рабочих станций.

Применение этих устройств даёт возможность независимо записывать, воспроизводить, обрабатывать и перезаписывать избранные отдельные дорожки или одновременно всю запись. Каждая дорожка может содержать запись инструментов и инструментальных групп, вокалистов, речь, музыку и шумовое сопровождение.
В дальнейшем, в результате сведе́ния многодорожечного проекта и мастеринга получается результирующая монофоническая, стереофоническая или многоканальная фонограмма. Развитие технологии многодорожечной записи позволило сократить время записи, число дублей, повысить качество звучания финальной фонограммы.

## История
Первые 4-х и 8-дорожечные магнитофоны появились ещё в середине 1950-х годов. Во второй половине 1960-х были представлены 16-дорожечные аппараты, а в 1974 году в Сиднее был представлен первый 24-дорожечный магнитофон. А в 1982 году Sony представила 24-дорожечный магнитофон DASH-формата.
В СССР с 1973 на Куйбышевском заводе производился магнитофон «Садко-501». Он имел 38 дорожек, записанных на магнитной ленте шириной 50,3 мм и длиной 300 метров. Этот магнитофон не является по-настоящему многодорожечным, так как имеет один канал и одну универсальную головку записи-воспроизведения. Выпущено было больше 10 000 шт, но магнитофон не пользовался популярностью.
Благодаря развитию многоканальной записи появилась возможность создавать системы пространственного звучания, начиная с квадрафонии и заканчивая последними поколениями систем Dolby и DTS
В конце 90-х начале 2000-х аналоговые и цифровые многодорожечных магнитофоны начали замещаться цифровыми звуковыми рабочими станциями на основе жёстких дисков. Они предлагали более широкие возможности записи и обработки звукового сигнала и были направлены исключительно на профессиональный сегмент индустрии звукозаписи. И только с распространением мощных ПК многодорожечная запись стала доступна любителям и бюджетным студиям. Применение относительно доступных многоканальных звуковых плат и аудиоредакторов с функцией многодорожечной записи позволило создавать портативные студии звукозаписи на базе ПК. Удобство работы с материалом без применения ленточных технологий оценили и профессионалы, поэтому даже большие студии звукозаписи отказались от применения дорогостоящих многодорожечных магнитофонов.

## Студия звукозаписи на базе ПК
Большинство студий для создания демозаписей и альбомов используют цифровую звуковую рабочую станцию (DAW) на базе компьютера. Для многодорожечной записи компьютер должен быть оснащён звуковой картой либо внешним АЦП, установленным программным обеспечением — многодорожечным аудиоредактором, предусилителем (может быть встроен в звуковую плату) с микрофоном (может иметь АЦП внутри и подключаться по USB) для записи вокала, акустических и электронных инструментов. Также возможна запись с других звуковых устройств с линейным уровнем. При воспроизведении и записи для прослушивания (мониторинга) возможно использование наушников, подсоединённых к линейному выходу звуковой платы либо через предусилитель, а также использование звуковых мониторов как пассивных (внешний усилитель), так и активных (встроенный усилитель).
Звуковые интерфейсы могут быть выполнены в виде PCI или PCIe карты, или внешнего USB или FireWire устройства.

## Электромузыкальные инструменты
Встроенную функцию многодорожечной записи имеют также два класса электромузыкальных инструментов (ЭМИ): музыкальные рабочие станции и так называемые аранжировщики (аранжировочные станции). В инструментах этих классов наложение отдельно записанных партий обеспечивается при помощи мультитрекового секвенсера. Значительная часть пользователей в силу разнообразных причин предпочитает эти классы ЭМИ домашним студиям звукозаписи на базе компьютера.